# ミミトモ
『ミミトモ』は、2016年3月28日から2017年9月25日までRKB毎日放送（RKBラジオ）で放送されていた夜の情報トーク番組である。

## 番組概要
エンタメバラエティ THE☆ヒット情報の水曜日でコンビを組んでいたバーソナリティ2人が、月曜日にふさわしい情報を紹介する番組。

## 放送時間
- 月曜日 23:00 - 23:50（JST。2017年4月3日 - 9月25日）

### 過去の放送時間
- 月曜日 21:00 - 22:00 (JST。2016年3月28日 - 2017年3月27日)

## パーソナリティ
- 山田としあき
- 角野友紀

## コーナー
- ももち浜 青春プレイバック
- ミミトモ カウントダウン
- ミミトモ 検証委員会